# Champagne, Vaud
Champagne är en ort och kommun i distriktet Jura-Nord vaudois i kantonen Vaud, Schweiz. Kommunen har 1 070 invånare (2023).